# Куница (сторожевой корабль)
Куница — сторожевой корабль проекта 50 Черноморского флота ВМФ СССР. Проходил службы в Средиземном море, в том числе во время Шестидневной войны и Войны Судного дня. Бортовые номера — 853, 883.

## Служба
Сторожевой корабль «Куница» проекта 50 был зачислен в списки кораблей ВМФ 19 мая 1952 года и 27 мая 1953 года был заложен на стапеле судостроительного завода № 445 им. 61 коммунара в Николаеве (заводской номер № 1127). Спущен на воду 30 ноября 1953 года, вступил в строй 23 декабря 1954 года и 31 декабря 1954 года был включен в состав флота.
В конце 1950-х в составе ОВР Главной базы Черноморского флота.
1-31 июня 1967 года во время Шестидневной войны и 5- 24 октября 1973 года во время Войны Судного дня, находясь при несении боевой службы в зоне военных действий на Средиземном море, выполнял боевую задачу по оказанию помощи вооруженным силам Египта. В период 1 мая — 31 декабря 1968 года поддерживал вооруженные силы Сирии.
В 1970-х годах в составе 184-й бригады ОВР, базировавшимся в Потийской военно-морской базы. 6 апреля 1976 года произошло столкновение СКР «Куница» и «Ворон». Форштевень «Куницы» ночью ударил в левый борт в районе мичманской каюты, в которой спали два мичмана.
В октября-ноября 1973 года во время Войны Судного дня для эвакуации семей советских специалистов и служащих из Египта и Сирии были выделены корабли: ЭМ «Напористый», СКР «Куница», СКР-77, СДК-137, СДК-164, ПМ-138, МВТ «Маныч». От Министерства морского флота привлечено 18 судов.
Участвовал в учениях "Крым-76" в Средиземном море на Тунисском рубеже  в составе КПУГ-4: СКР «Ворон», «Куница», МТЩ «Рулевой», МТЩ «Зенитчик».

### Опасное маневрирование с человеческими жертвами в марте 1981 года
В марте 1981 года СКР «Куница» вышел на внешний рейд Поти и встал на якорь. Командир А. Зенченко не доложил о неисправности котла и вышел в море с одним исправным котлом. В это время отказал опреснитель и на корабле начали расходовать НЗ котельной воды. Из-за боязни взыскания, командир продолжал стоять в точке и несколько раз запрашивал по радио оперативного дежурного о возвращении в базу, на что получил приказ «стоять!». После получения штормового предупреждения, когда запаса котельной воды осталось на один час работы, командир сообщил о невозможности дальнейшего пребывания в море. Получил разнос от командира бригады и приказ на вход в базу. Шторм усилился, волнение превышало 5 баллов, а скорость ветра (320°) — 13 м/с, видимость — 50 кабельтовых.
Командир «Куницы» выбрал неудачный способ захода прямо по фарватеру самым малым ходом. На носу и в корме были выстроены швартовые команды в жилетах. Вместо плавного поворота, он резко повернул на вход и в этот момент палубу перекатила волна. Она смыла за борт одного моряка, который исчез в водовороте, несмотря на жилет. Командир отдал приказ о спуске за борт шлюпки с гребцами. Шедший на помощь из-за Западного мола портовый буксир чуть не перевернуло волнами. Находившийся на буксире командир бригады капитан 2-го ранга В. М. Воронков в мегафон приказал командиру «Куницы» полным ходом входить в порт и встать на якорь, В этот момент смыло матроса который решил сфотографировать крутую волну. Трупы погибших были обнаружены в обезображенном виде через неделю. Командир корабля был снят с должности и едва не попал под суд по иску родителей погибших.
Осуществлял слежение за входом в пролив Босфор. Был с визитом в Болгарии.
С 28 июля 1983 по 23 января 1984 года на Севморзаводе им. С. Орджоникидзе в Севастополе прошел средний ремонт.
4 мая 1989 года был исключен из состава ВМФ в связи со сдачей в ОФИ для разоружения, демонтажа и реализации. 1 октября 1989 года был расформирован и впоследствии разделан на металл в Севастополе.

## Командиры
- 1954-1957 — капитан 3-го ранга Лобаев Георгий Степанович,
- 1981 — капитан-лейтенант Александр Зенченко[4].

## Примечание
1. ↑  На флоте серии неофициально называлась «полтинники» или «зверьки». Поскольку серия была большой названия вскоре перешли на птиц, а часть кораблей остались номерными.
2. 1 2 3 4  Сторожевой корабль "Куница". Черноморский флот - информационный ресурс (2024). Дата обращения: 7 ноября 2024. Архивировано 13 ноября 2024 года.
3. 1 2  Дубягин П. Р. На Средиземноморской эскадре. — М.: Андреевский флаг, 2006. — 344 с. — ISBN 5-9553-0053-8.
4. 1 2 3  Костриченко В. В., Айзенберг Б. А. Часть II (Боевые надводные корабли и катера) // ВМФ СССР и России. Аварии и катастрофы. — Приложение к Военно-Морскому Историческому Обозрению, специальный выпуск №2. — Харьков, 1998. — С. 21.